# Calcio Catania 2002-2003
Questa pagina raccoglie i dati riguardanti il Calcio Catania nelle competizioni ufficiali della stagione 2002-2003.

## Stagione
Nella stagione 2002-2003 il neopromosso Catania disputa il campionato cadetto, raccogliendo 43 punti, non sufficienti a raggiungere la salvezza sul campo, con il diciassettesimo posto, lasciandosi alle spalle solo il Genoa, il Cosenza e la Salernitana. Al termine del campionato sono però state riammesse in Serie B, grazie alla riforma del campionato, in seguito agli sviluppi del "Caso Martinelli". Di fatto il Catania è retrocesso per la giustizia sportiva ma non per quella ordinaria. Gli etnei hanno vinto il ricorso al Tar dopo la gara pareggiata contro il Siena, ed hanno dato il via ad una serie di provvedimenti, che hanno portato all'allargamento della Serie B a 24 squadre per la prossima stagione, bloccando le retrocessioni di Catania, Genoa e Salernitana. Unica eccezione il Cosenza. non iscritto per problemi finanziari e rimpiazzato dalla Fiorentina. Al termine di questa stagione la Sampdoria, il Siena, il Lecce e l'Ancona sono state promosse in Serie A. Il miglior marcatore stagionale dei rossoazzurri etnei è stato il brasiliano Luis Oliveira autore di 13 reti. Nella Coppa Italia il Catania disputa il girone 7, che è stato vinto dal Bari a punteggio pieno.

## Rosa
| N. |                    | Ruolo | Calciatore                  |
| -- | ------------------ | ----- | --------------------------- |
| 1  | Italia (bandiera)  | P     | Gennaro Iezzo               |
| 2  | Italia (bandiera)  | D     | Massimo De Martis           |
| 3  | Italia (bandiera)  | D     | Michele Zeoli               |
| 4  | Italia (bandiera)  | D     | Pietro Fusco                |
| 5  | Italia (bandiera)  | C     | Andrea Bussi                |
| 6  | Italia (bandiera)  | D     | Giuseppe Baronchelli        |
| 7  | Italia (bandiera)  | A     | Eddy Baggio                 |
| 8  | Italia (bandiera)  | C     | Davide Cordone              |
| 9  | Italia (bandiera)  | A     | Massimo Cicconi             |
| 10 | Italia (bandiera)  | A     | Davide Possanzini           |
| 11 | Italia (bandiera)  | C     | Michele Fini                |
| 12 | Italia (bandiera)  | P     | Domenico Di Dio             |
| 13 | Italia (bandiera)  | D     | Salvatore Monaco            |
| 14 | Italia (bandiera)  | C     | Fabio Gatti                 |
| 15 | Italia (bandiera)  | D     | Roberto Mirri               |
| 16 | Italia (bandiera)  | D     | Nazario Pignotti            |
| 17 | Italia (bandiera)  | A     | Cristian Bucchi             |
| 18 | Italia (bandiera)  | A     | Carlo Taldo                 |
| 19 | Brasile (bandiera) | C     | Guilherme Raymundo do Prado |
| 20 | Italia (bandiera)  | D     | Alberto Malusci             |
| 21 | Francia (bandiera) | A     | Nassim Mendil               |
| 22 | Italia (bandiera)  | P     | Daniele Indelicato          |

| N. |                           | Ruolo | Calciatore                |
| -- | ------------------------- | ----- | ------------------------- |
| 23 | Rep. Ceca (bandiera)      | A     | Jaroslav Šedivec          |
| 25 | Belgio (bandiera)         | A     | Luís Oliveira             |
| 27 | Italia (bandiera)         | C     | Giovanni Martusciello     |
| 28 | Italia (bandiera)         | C     | Fabrizio Caracciolo       |
| 31 | Italia (bandiera)         | P     | Davide Falcioni           |
| 34 | Italia (bandiera)         | A     | Francesco Ingenito        |
| 36 | Italia (bandiera)         | C     | Roberto Corradi           |
| 37 | Italia (bandiera)         | D     | Gennaro Monaco            |
| 44 | Grecia (bandiera)         | D     | Geōrgios Kyriazīs         |
| 65 | Italia (bandiera)         | P     | Gianni Marco Sansonetti   |
| 73 | Italia (bandiera)         | C     | Alessandro Colasante      |
| 75 | Italia (bandiera)         | P     | Luca Castellazzi          |
| 76 | Italia (bandiera)         | C     | Vincenzo Iacopino         |
| 81 | Italia (bandiera)         | C     | Simone Ceccobelli         |
| 83 | Costa d'Avorio (bandiera) | C     | Almamy Doumbia            |
| 85 | Italia (bandiera)         | D     | Santo Amenta              |
| 86 | Italia (bandiera)         | A     | Giuseppe Ciliberto        |
| 95 | Italia (bandiera)         | A     | Massimiliano De Silvestro |
| 96 | Costa d'Avorio (bandiera) | A     | Luc Gnagne Lasmè          |
| 97 | Italia (bandiera)         | C     | Vito Grieco               |
| 98 | Italia (bandiera)         | A     | Ignazio Panatteri         |
| 99 | Italia (bandiera)         | D     | Alessandro Del Grosso     |

## Risultati

### Campionato

#### Girone di andata
| Arbitro: | Girardi (San Donà di Piave) |

|  |           |                           |
|  | Marcatori | 32 rig.’ Dionigi 81’ Sesa |

| Arbitro: | Brighi (Cesena) |

|                    |           |  |
| Chevanton 36 rig.’ | Marcatori |  |

| Arbitro: | Brighi (Cesena) |

|                                |           |                             |
| Bucchi 15’ Grieco 36’ Fini 43’ | Marcatori | 57’ Carparelli 89’ Floccari |

| Arbitro: | Paparesta (Bari) |

|                               |           |                       |
| Portanova 12’ Calaiò 56’, 68’ | Marcatori | 33’ 74’, 82’ Oliveira |

| Arbitro: | Nucini (Bergamo) |

|                                |           |  |
| M. Vieri 11 rig.’ Italiano 41’ | Marcatori |  |

| Catania 5 ottobre 2002 6ª giornata | Catania           | 0 – 0 | Ancona | Stadio Cibali\| Arbitro: \| Messina (Bergamo) \| |
| Arbitro:                           | Messina (Bergamo) |       |        |                                                  |

| Arbitro: | Girardi (San Donà di Piave) |

|                  |           |  |
| Volpi 78’ (rig.) | Marcatori |  |

| Arbitro: | Pellegrino (Barcellona Pozzo di Gotto) |

|                        |           |            |
| Bucchi 10’ Cicconi 93’ | Marcatori | 64’ Baggio |

| Arbitro: | De Santis (Tivoli) |

|                                                |           |  |
| Fava Passaro 25’, 52’ Gentile 28’ Eder Baù 56’ | Marcatori |  |

| Arbitro: | Bergonzi (Genova) |

|                     |           |                    |
| Oliveira 74’ (rig.) | Marcatori | 94’ (rig.) Fontana |

| Arbitro: | Cruciani (Pesaro) |

|                                    |           |                                     |
| Tiribocchi 3’, 23’, 87’ Rubino 72’ | Marcatori | 12’ Possanzini 32’ Monaco 60’ Zeoli |

| Arbitro: | Dondarini (Finale Emilia) |

|                          |           |  |
| Cordone 27’ Oliveira 71’ | Marcatori |  |

| Arbitro: | Cassarà (Palermo) |

|                           |           |           |
| Schwoch 43’ Marcolini 50’ | Marcatori | 73’ Zeoli |

| Arbitro: | Cassarà (Palermo) |

|  |           |                  |
|  | Marcatori | 26’, 59’ Guidoni |

| Arbitro: | Dondarini (Finale Emilia) |

|           |           |  |
| Monaco 3’ | Marcatori |  |

| Arbitro: | De Marco (Chiavari) |

|                      |           |              |
| Budan 4’ Fantini 70’ | Marcatori | 51’ Oliveira |

| Arbitro: | Paparesta (Bari) |

|                                  |           |                |
| Oliveira 35’, 66’ Possanzini 94’ | Marcatori | 31’ Borgobello |

| Arbitro: | Nucini (Bergamo) |

|                         |           |           |
| Protti 50’ Biliotti 88’ | Marcatori | 33’ Taldo |

| Arbitro: | Girardi (San Donà di Piave) |

|                       |           |               |
| Oliveira 2’ Taldo 82’ | Marcatori | 27’ Cammarata |

#### Girone di ritorno
| Arbitro: | Gabriele (Frosinone) |

|                    |           |  |
| Dionigi 69’ (rig.) | Marcatori |  |

| Arbitro: | Dondarini (Finale Emilia) |

|                       |           |             |
| Oliveira 24’ Fini 41’ | Marcatori | 90’ Cirillo |

| Arbitro: | Girardi (San Donà di Piave) |

|                                     |           |  |
| Martusciello 8’ (aut.) Mihalcea 34’ | Marcatori |  |

| Arbitro: | Paparesta (Bari) |

|                     |           |             |
| Giacobbo 75’ (aut.) | Marcatori | 71’ Campolo |

| Arbitro: | Saccani (Mantova) |

|                               |           |             |
| Taldo 48’ Oliveira 57’ (rig.) | Marcatori | 75’ Minelli |

| Arbitro: | Pieri (Genova) |

|                           |           |  |
| Bolic 62’ Ganz 80’ (rig.) | Marcatori |  |

| Catania 16 marzo 2003 26ª giornata | Catania            | 0 – 0 | Sampdoria | Stadio Cibali\| Arbitro: \| Ayroldi (Molfetta) \| |
| Arbitro:                           | Ayroldi (Molfetta) |       |           |                                                   |

| Salerno 23 marzo 2003 27ª giornata | Salernitana           | 0 – 0 | Catania | Stadio Arechi\| Arbitro: \| Racalbuto (Gallarate) \| |
| Arbitro:                           | Racalbuto (Gallarate) |       |         |                                                      |

| Arbitro: | Morganti (Ascoli Piceno) |

|           |           |                                   |
| Taldo 18’ | Marcatori | 59’ (aut.) Mirri 83’ Fava Passaro |

| Arbitro: | Saccani (Mantova) |

|                               |           |              |
| La Vista 40’ Cejas 67’ (rig.) | Marcatori | 54’ Kyriazis |

| Arbitro: | Rizzoli (Bologna) |

|            |           |                |
| Grieco 34’ | Marcatori | 18’ Tiribocchi |

| Arbitro: | Bolognino (Milano) |

|                                |           |                                    |
| Asta 33’ Zauli 54’ Maniero 60’ | Marcatori | 11’, 68’ Martusciello 53’ Oliveira |

| Arbitro: | Girardi (San Donà di Piave) |

|                                |           |             |
| Tamburini 28’ (aut.) Taldo 49’ | Marcatori | 86’ Schwoch |

| Arbitro: | De Marco (Chiavari) |

|                                             |           |           |
| Alteri 1’ Antonelli Agomeri 35’ Lentini 48’ | Marcatori | 63’ Taldo |

| Arbitro: | Dondarini (Finale Emilia) |

|                    |           |                     |
| Spinesi 16’ (rig.) | Marcatori | 22’ (rig.) Oliveira |

| Arbitro: | Ayroldi (Molfetta) |

|                          |           |  |
| Oliveira 35’ (rig.), 46’ | Marcatori |  |

| Arbitro: | Messina (Bergamo) |

|                                             |           |            |
| Borgobello 26’ (rig.) Paci 89’ Adeshina 93’ | Marcatori | 18’ Grieco |

| Arbitro: | Treossi (Forlì) |

|                                            |           |                 |
| Monaco 27’ Martusciello 61’ Possanzini 62’ | Marcatori | 37’, 89’ Protti |

| Arbitro: | Trentalange (Torino) |

|              |           |                |
| Langella 64’ | Marcatori | 18’, 69’ Taldo |

### Coppa Italia
| Catania 18 agosto 2002, ore 20:30 1ª giornata | Catania            | 0 – 0 | Crotone | Stadio Cibali\| Arbitro: \| Cannella (Palermo) \| |
| Arbitro:                                      | Cannella (Palermo) |       |         |                                                   |

| Arbitro: | Tombolini (Ancona) |

|                                                         |           |  |
| De Martis 25’ (aut.) Spinesi 61’ Cordova 87’ Mora 90+1’ | Marcatori |  |

| Arbitro: | Cassarà (Palermo) |

|           |           |                                            |
| Bucchi 6’ | Marcatori | 4’ Zampagna 7’ Antonelli 63’ Marco Aurélio |